# Căpitan (grad militar)

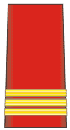
Însemnul de căpitan în Armata Română.

Termenul „căpitan” reprezintă denumirea unui grad militar al forțelor terestre, sinonim cu căpitan (căpitan locotenent) pentru forțele navale, și cu căpitan pentru forțele aeriene. 
Gradul de căpitan este un grad superior celui de locotenent și inferior celui de maior. Ca însemn al epoleților, este reprezentat prin trei trese paralele.

## Istoria gradului de căpitan
Înainte de profesionalizarea armatelor europene, adică înainte de Revoluția Franceză, un căpitan era cel care cumpăra dreptul de a conduce o companie de la predecesorul său. La rândul lui el era plătit de un locotenent ca acesta din urmă să servească sub comanda sa.

## Gradul de căpitan în diferite armate ale lumii

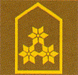
Hauptmann Austria
Capitaine Belgia
Captain Canada
Capitán Columbia
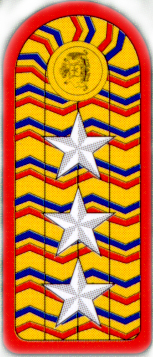
Capitán Chile
Kaptajn Danemarca
Naqib (نقيب) Egipt
Kapteeni Finlanda
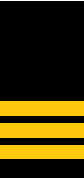
Capitaine Franţa
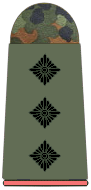
Hauptmann Germania
Lochagos Grecia
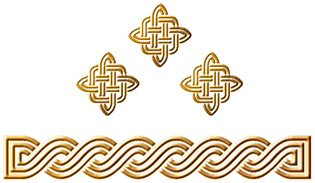
Satnik Croaţia
Capitano Italia
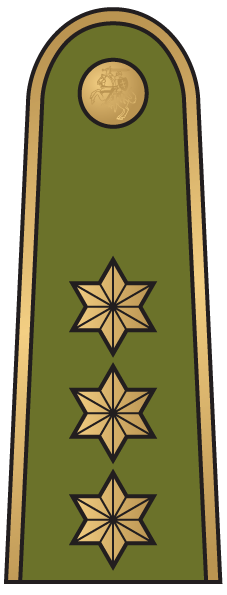
Kapitonas Lituania
Kapitein Olanda
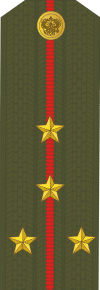
Капитан Rusia
Kapten Suedia
Roi Ek (ร้อยเอก) Tailanda
Százados Ungaria
Captain SUA: Armata, Forţele Aeriene, Marina.

## Gradul de căpitan în diferite războaie

### Războiul civil american

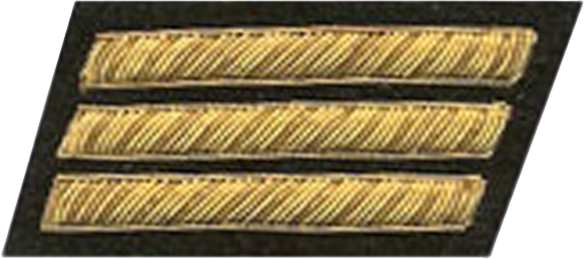
Armata confederată

### Al doilea război mondial

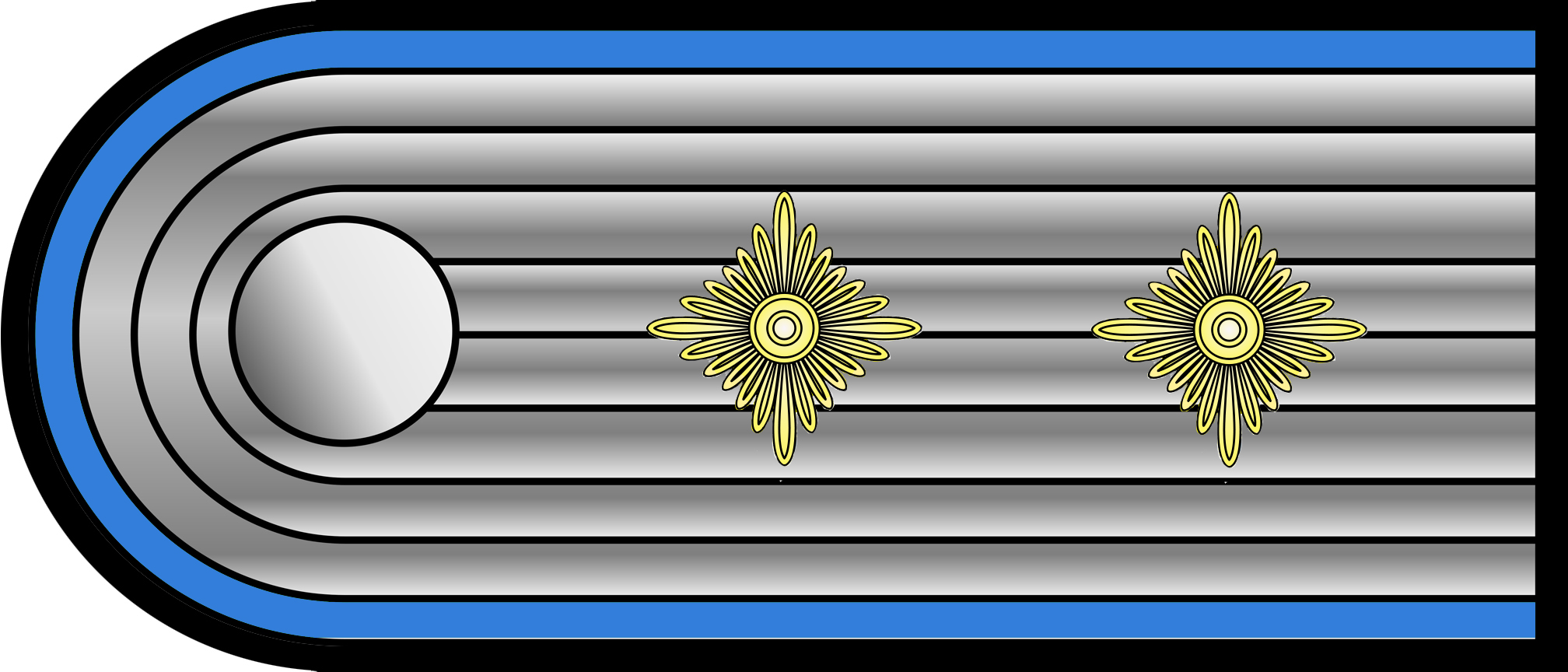
Hauptmannführer Germania, Werhmacht
SS-Hauptmannführer Germania, SS